# Antonio Raul Corbo
Antonio Raul Corbo (Boyd, Texas, 4 de junio de 2009) es un actor estadounidense conocido por su papel de "Nikolaj Boyle" en la serie Brooklyn Nine-Nine, Broke,
New Girl y prestando su voz en las películas La Vida Secreta de tus Mascotas 2 y Frozen 2.

## Biografía
Comenzó su carrera como actor en Austin, Texas, a la edad de 5 años. Audicionó e hizo varios comerciales nacionales. En 2016, a los siete años, comenzó su carrera como actor en Los Ángeles obteniendo su papel más reconocido en la serie Brooklyn Nine-Nine como "Nikolaj Boyle"; hijo adoptivo de "Charles Boyle" y "Genevieve Mirren-Carter". Ese mismo año apareció en New Girl con el mismo personaje.
Su primera aparición en Brooklyn Nine-Nine fue en 2016 en el capítulo llamado «The Night Shift» perteneciente a la cuarta temporada. Su última aparición en esa serie fue en 2019, en el capítulo llamado: «El retorno del rey» perteneciente a la sexta temporada.
En 2019 prestó su voz al personaje de "Capri Oliver" en La Vida Secreta de tus Mascotas 2 junto a Jaime Camil.

## Filmografía

### Series
| Nombre               | Personaje     | Año         |
| -------------------- | ------------- | ----------- |
| Broke                | Sammy         | 2020        |
| Brooklyn Nine-Nine   | Nikolaj Boyle | 2016 - 2019 |
| The Guest Book       | Sam           | 2018        |
| Teachers             | Benji         | 2018        |
| Struck in the middle | Hunter        | 2018        |
| Great News           | Chuck joven   | 2018        |
| Aloane Tohether      | Bobby         | 2018        |
| Alexia & Katie       | estudiante #5 | 2018        |
| New Girl             | Nikolaj Boyle | 2016        |

### Películas
| Nombre               | Personaje               | Año  |
| -------------------- | ----------------------- | ---- |
| City of Lies         | Russell Polle Jr. joven | 2018 |
| Mean Jean            | Auggie                  | 2018 |
| Mary Poppins Returns | Niño                    | 2018 |
| Distefano            | Nino Jr.                | 2017 |

### Voz adicional en series
| Nombre         | Personaje | Año       |
| -------------- | --------- | --------- |
| Infinity Train | Apex      | 2020      |
| The Rocketeer  | Ben       | 2019      |
| Into The Dark  | Tate      | 2019      |
| Wonder Pets!   |           | 2019      |
| We Bare Bears  |           | 2018-2019 |

### Voces adicionales en películas
| Nombre                                 | Personaje         | Año  |
| -------------------------------------- | ----------------- | ---- |
| The SpongeBob Movie: Sponge on the Run | Bob Esponja joven | 2020 |
| Frozen 2                               |                   | 2019 |
| The Secret Life of Pets 2              | Capri Oliver      | 2016 |